# Chabria satoi
Chabria satoi es un coleóptero de la familia Chrysomelidae.
Fue descrita científicamente en 1997 por Medvedev.